# Elezioni presidenziali negli Stati Uniti d'America del 1916
Le elezioni presidenziali statunitensi del 1916 si svolsero il 7 novembre 1916. La sfida oppose il candidato repubblicano Charles Evans Hughes e il presidente democratico uscente Thomas Woodrow Wilson.
Wilson ottenne la riconferma sul filo di lana: basti ricordare i casi del New Hampshire - dove prevalse sul principale rivale di appena 56 preferenze, pari allo 0.06% degli votanti - e soprattutto della California, Stato in cui la differenza di percentuale tra il presidente usciente e Hughes fu appena dello 0.38% dei suffragi (se l'esponente repubblicano avesse prevalso in California, avrebbe vinto le elezioni).

## Risultati
| Candidati                  | Candidati                     | Partiti                      | Voti       | %     | Delegati |
| Presidente                 | Vicepresidente                | Partiti                      | Voti       | %     | Delegati |
| -------------------------- | ----------------------------- | ---------------------------- | ---------- | ----- | -------- |
| Thomas Woodrow Wilson (NJ) | Thomas Riley Marshall (IN)    | Partito Democratico          | 9 126 868  | 49,24 | 277      |
| Charles Evans Hughes (NY)  | Charles Warren Fairbanks (IN) | Partito Repubblicano         | 8 548 728  | 46,12 | 254      |
| Allan Louis Benson (NY)    | George Ross Kirkpatrick (NJ)  | Partito Socialista d'America | 590 524    | 3,19  | –        |
| James Franklin Hanly (IL)  | Ira Landrith (TN)             | Partito Proibizionista       | 221 302    | 1,19  | –        |
| Altri candidati            | -                             | -                            | 49 163     | 0,27  | –        |
| Totale                     | Totale                        | Totale                       | 18 536 585 | 100   | 531      |